# Потпаљивачица (филм из 2022)
Потпаљивачица (енгл. Firestarter) амерички је научнофантастични и хорор филм из 2022. године у режији Кита Томаса, по сценарију Скота Тимса. Темељи се на истоименом роману Стивена Кинга. Рибут је истоименог филма из 1984. године. У филму глуме: Зак Ефрон, Рајан Кира Армстронг, Сидни Лемон, Куртвуд Смит, Џон Бизли, Мајкл Грејејес и Глорија Рубен. Продуцирали су га Џејсон Блум и Акива Голдсман.
Universal Pictures је објавио филм 13. маја 2022. у САД, истовремено у биоскопима и за Peacock. Taramount Film га је објавио 12. маја 2022. у биоскопима у Србији. Критичари су критиковали филм, а многи су га сматрали инфериорним у односу на оригинални филм из 1984. године (иако је добио помешане критике).

## Радња
Отац мора да заштити своју ћерку након што она развије пирокинезу и када је прогони тајна владина агенција која намерава да је ухвати и контролише.

## Улоге
| Глумац               | Улога                  |
| -------------------- | ---------------------- |
| Зак Ефрон            | Ендру „Енди” Макги     |
| Рајан Кира Армстронг | Шарлен „Чарли” Макги   |
| Сидни Лемон          | Викторија „Вики” Макги |
| Куртвуд Смит         | др Џозеф Ванлес        |
| Џон Бизли            | Ирц Мандерс            |
| Мајкл Грејејес       | Џон Рејнберд           |
| Глорија Рубен        | капетан Холистер       |